# Copa do Mundo FIFA Sub-20 de 1987
A Copa do Mundo FIFA Sub-20 de 1987 foi a sexta edição do torneio organizado pela Federação Internacional de Futebol (FIFA) foi disputado no Chile entre os dias 10 e 25 de outubro com a participação de 16 seleções.

## Fase de grupos

### Grupo A
| Selecção   | Pts | J | V | E | D | GM | GS | +/- |
| ---------- | --- | - | - | - | - | -- | -- | --- |
| Iugoslávia | 6   | 3 | 3 | 0 | 0 | 12 | 3  | +9  |
| Chile      | 4   | 3 | 2 | 0 | 1 | 7  | 4  | +3  |
| Austrália  | 2   | 3 | 1 | 0 | 2 | 2  | 6  | −4  |
| Togo       | 0   | 3 | 0 | 0 | 3 | 1  | 9  | −8  |

| 10 de Outubro de 1987 | Chile              | 2–4       | Iugoslávia                          | Santiago                                     |
| 17:00                 | Tudor 17' Pino 67' | Relatório | Boban 14' Štimac 19' Šuker 61', 63' | Público: 67,000 Árbitro: Juan Carlos Loustau |

| 11 de Outubro de 1987 | Togo | 0–2       | Austrália               | Santiago                                   |
| 17:00                 |      | Relatório | Edwards 7' Reynolds 13' | Público: 15,000 Árbitro: Abdullah Al Nasir |

| 13 de Outubro de 1987 | Chile                         | 3–0       | Togo | Santiago                               |
| 17:00                 | Pino 8' (g.p.) Tudor 32', 75' | Relatório |      | Público: 60,000 Árbitro: Vincent Mauro |

| 14 de Outubro de 1987 | Iugoslávia                          | 4–0       | Austrália | Santiago                                |
| 17:00                 | Brnović 7' Šuker 22', 71' Boban 67' | Relatório |           | Público: 20,000 Árbitro: Mohamed Hansal |

| 17 de Outubro de 1987 | Chile         | 2–0       | Austrália | Santiago                                        |
| 17:00                 | Pino 22', 52' | Relatório |           | Público: 75,000 Árbitro: Emilio Soriano Aladren |

| 18 de Outubro de 1987 | Iugoslávia                                        | 4–1       | Togo    | Santiago                              |
| 17:00                 | Mijatović 20', 33' Zirojević 53' Šuker 84' (g.p.) | Relatório | Ali 75' | Público: 12,000 Árbitro: Rune Larsson |

### Grupo B
| Selecção | Pts | J | V | E | D | GM | GS | +/- |
| -------- | --- | - | - | - | - | -- | -- | --- |
| Itália   | 5   | 3 | 2 | 1 | 0 | 5  | 2  | +3  |
| Brasil   | 4   | 3 | 2 | 0 | 1 | 5  | 1  | +4  |
| Canadá   | 2   | 3 | 0 | 2 | 1 | 4  | 5  | −1  |
| Nigéria  | 1   | 3 | 0 | 1 | 2 | 2  | 8  | −6  |

| 11 de Outubro de 1987 | Brasil                                             | 4–0       | Nigéria | Concepción                          |
| 17:00                 | Alcindo 20' André Cruz 29' William 35', 62' (g.p.) | Relatório |         | Público: 27,000 Árbitro: Allan Gunn |

| 12 de Outubro de 1987 | Itália                              | 2–2       | Canadá                | Concepción                                     |
| 17:00                 | Roberto Baggio 50' (g.p.) Melli 82' | Relatório | Grimes 9' Mobilio 44' | Público: 13,500 Árbitro: Enrique Labo Revoredo |

| 14 de Outubro de 1987 | Brasil | 0–1       | Itália             | Concepción                                      |
| 17:00                 |        | Relatório | Roberto Baggio 60' | Público: 18,000 Árbitro: Rodolfo Martínez Mejía |

| 15 de Outubro de 1987 | Nigéria             | 2–2       | Canadá                  | Concepción                                    |
| 17:00                 | Effa 5' Adekola 44' | Relatório | Jansen 6' Domezetis 88' | Público: 5,000 Árbitro: Soetoyo Hartasardjono |

| 17 de Outubro de 1987 | Brasil         | 1–0       | Canadá | Concepción                                  |
| 17:00                 | André Cruz 82' | Relatório |        | Público: 8,000 Árbitro: Octavio Sierra Mesa |

| 18 de Outubro de 1987 | Nigéria | 0–2       | Itália                       | Concepción                                |
| 17:00                 |         | Relatório | Roberto Baggio 23' Melli 24' | Público: 9,000 Árbitro: Guenther Abermann |

### Grupo C
| Selecção          | Pts | J | V | E | D | GM | GS | +/- |
| ----------------- | --- | - | - | - | - | -- | -- | --- |
| Alemanha Oriental | 4   | 3 | 2 | 0 | 1 | 6  | 3  | +3  |
| Escócia           | 4   | 3 | 1 | 2 | 0 | 5  | 4  | +1  |
| Colômbia          | 3   | 3 | 1 | 1 | 1 | 4  | 5  | −1  |
| Bahrein           | 1   | 3 | 0 | 1 | 2 | 1  | 4  | −3  |

| 11 de Outubro de 1987 | Alemanha Oriental | 1–2       | Escócia                      | Valparaíso                              |
| 17:00                 | Prasse 32’        | Relatório | McLeod 30’ (g.p.) Butler 36’ | Público: 10,000 Árbitro: Arnaldo Coelho |

| 12 de Outubro de 1987 | Colômbia    | 1–0       | Bahrein | Valparaíso                              |
| 17:00                 | Tréllez 10’ | Relatório |         | Público: 5,000 Árbitro: John B. Meachin |

| 14 de Outubro de 1987 | Alemanha Oriental   | 3–1       | Colômbia           | Valparaíso                           |
| 17:00                 | Sammer 9’, 30’, 70’ | Relatório | Tréllez 90’ (g.p.) | Público: 4,000 Árbitro: Rune Larsson |

| 15 de Outubro de 1987 | Escócia    | 1–1       | Bahrein        | Valparaíso                           |
| 17:00                 | Nisbet 76’ | Relatório | Al Kharraz 24’ | Público: 3,000 Árbitro: Badou Jasseh |

| 17 de Outubro de 1987 | Alemanha Oriental    | 2–0       | Bahrein | Valparaíso                             |
| 17:00                 | Liebers 78’ Wosz 83’ | Relatório |         | Público: 2,000 Árbitro: Richard Lorenc |

| 18 de Outubro de 1987 | Escócia                      | 2–2       | Colômbia          | Valparaíso                              |
| 17:00                 | Wright 61’ McLeod 74’ (g.p.) | Relatório | Guerrero 48’, 58’ | Público: 5,000 Árbitro: Claude Bouillet |

### Grupo D
| Selecção           | Pts | J | V | E | D | GM | GS | +/- |
| ------------------ | --- | - | - | - | - | -- | -- | --- |
| Alemanha Ocidental | 6   | 3 | 3 | 0 | 0 | 8  | 1  | +7  |
| Bulgária           | 4   | 3 | 2 | 0 | 1 | 3  | 3  | 0   |
| Estados Unidos     | 2   | 3 | 1 | 0 | 2 | 2  | 3  | −1  |
| Arábia Saudita     | 0   | 3 | 0 | 0 | 3 | 0  | 6  | −6  |

| 11 de Outubro de 1987 | Estados Unidos | 0–1       | Bulgária     | Antofagasta                                  |
| 17:00                 |                | Relatório | Vasiliev 26’ | Público: 18,000 Árbitro: Jean Fidele Diramba |

| 12 de Outubro de 1987 | Arábia Saudita | 0–3       | Alemanha Ocidental               | Antofagasta                          |
| 17:00                 |                | Relatório | Epp 6’ Strehmel 27’ Witeczek 31’ | Público: 8,000 Árbitro: Carlo Longhi |

| 14 de Outubro de 1987 | Estados Unidos | 1–0       | Arábia Saudita | Antofagasta                             |
| 17:00                 | Unger 73’      | Relatório |                | Público: 5,000 Árbitro: Stjepan Glavina |

| 15 de Outubro de 1987 | Bulgária | 0–3       | Alemanha Ocidental                     | Antofagasta                                 |
| 17:00                 |          | Relatório | Witeczek 50’ (g.p.), 53’ Reinhardt 59’ | Público: 8,000 Árbitro: Enrique Marín Gallo |

| 17 de Outubro de 1987 | Estados Unidos  | 1–2       | Alemanha Ocidental      | Antofagasta                            |
| 17:00                 | Constantino 44’ | Relatório | Witeczek 36’ Möller 73’ | Público: 3,500 Árbitro: Toshikazu Sano |

| 18 de Outubro de 1987 | Bulgária                      | 2–0       | Arábia Saudita | Antofagasta                        |
| 17:00                 | Slavtchev 31’ Kalaydzhiev 37’ | Relatório |                | Público: 8,000 Árbitro: Yi-Fa Chow |

## Fases finais
|  | Quartas de final            | Quartas de final           |                          |       | Semifinais               | Semifinais     |  |  | Final                    | Final |
|  |                             |                            |                          |       |                          |                |  |  |                          |       |
|  | 21 de Outubro - Santiago    |                            |                          |       |                          |                |  |  |                          |       |
|  |                             |                            |                          |       |                          |                |  |  |                          |       |
|  | Iugoslávia                  | 2                          |                          |       |                          |                |  |  |                          |       |
|  | Iugoslávia                  | 2                          | 23 de Outubro - Santiago |       |                          |                |  |  |                          |       |
|  | Brasil                      | 1                          |                          |       |                          |                |  |  |                          |       |
|  | Brasil                      | 1                          | Iugoslávia               | 2     |                          |                |  |  |                          |       |
|  | 21 de Outubro - Valparaíso  |                            | Iugoslávia               | 2     |                          |                |  |  |                          |       |
|  |                             | Alemanha Oriental          | 1                        |       |                          |                |  |  |                          |       |
|  | Alemanha Oriental           | Alemanha Oriental          | 1                        | 2     |                          |                |  |  |                          |       |
|  | Alemanha Oriental           |                            | 25 de Outubro - Santiago | 2     |                          |                |  |  |                          |       |
|  | Bulgária                    | 0                          |                          |       |                          |                |  |  |                          |       |
|  | Bulgária                    | 0                          | Iugoslávia (g.p.)        | 1 (5) |                          |                |  |  |                          |       |
|  | 21 de Outubro - Concepción  |                            | Iugoslávia (g.p.)        | 1 (5) |                          |                |  |  |                          |       |
|  |                             | Alemanha Ocidental         | 1 (4)                    |       |                          |                |  |  |                          |       |
|  | Itália                      | Alemanha Ocidental         | 1 (4)                    | 0     |                          |                |  |  |                          |       |
|  | Itália                      | 23 de Outubro - Concepción |                          | 0     |                          |                |  |  |                          |       |
|  | Chile                       | 1                          |                          |       |                          |                |  |  |                          |       |
|  | Chile                       | 1                          | Chile                    | 0     | Terceiro lugar           | Terceiro lugar |  |  |                          |       |
|  | 21 de Outubro - Antofagasta |                            | Chile                    | 0     | Terceiro lugar           | Terceiro lugar |  |  |                          |       |
|  |                             | Alemanha Ocidental         | 4                        |       |                          |                |  |  |                          |       |
|  | Alemanha Ocidental (g.p.)   | Alemanha Ocidental         | 4                        | 1 (4) | Alemanha Oriental (g.p.) | 1 (3)          |  |  |                          |       |
|  | Alemanha Ocidental (g.p.)   |                            |                          | 1 (4) | Alemanha Oriental (g.p.) | 1 (3)          |  |  |                          |       |
|  | Escócia                     | 1 (3)                      |                          | Chile | 1 (1)                    |                |  |  |                          |       |
|  | Escócia                     | 1 (3)                      |                          |       | 1 (1)                    |                |  |  |                          |       |
|  |                             |                            |                          |       |                          |                |  |  | 25 de Outubro - Santiago |       |
|  |                             |                            |                          |       |                          |                |  |  |                          |       |

### Quartos-finais
| 21 de Outubro de 1987 | Itália | 0–1       | Chile           | Concepción                            |
| 16:15                 |        | Relatório | Pino 73' (g.p.) | Público: 35,000 Árbitro: Rune Larsson |

| 21 de Outubro de 1987 | Alemanha Oriental             | 2–0       | Bulgária | Valparaíso                         |
| 16:15                 | Steinmann 70' (g.p.) Wosz 83' | Relatório |          | Público: 3,000 Árbitro: Allan Gunn |

| 21 de Outubro de 1987 | Alemanha Ocidental | 1–1 (a.p.) (4-3 g.p.) | Escócia    | Antofagasta                                 |
| 16:15                 | Reinhardt 8'       | Relatório             | Nisbet 45' | Público: 4,000 Árbitro: Juan Carlos Loustau |

| 21 de Outubro de 1987 | Iugoslávia                   | 2–1       | Brasil      | Santiago                                        |
| 19:15                 | Mijatović 52' Prosinečki 89' | Relatório | Alcindo 44' | Público: 60,000 Árbitro: Emilio Soriano Aladren |

### Semi-finais
| 23 de Outubro de 1987 | Chile | 0–4       | Alemanha Ocidental                           | Concepción                               |
| 16:15                 |       | Relatório | Eichenauer 9' Dammeier 15' Witeczek 36', 69' | Público: 36,000 Árbitro: Claude Bouillet |

| 23 de Outubro de 1987 | Iugoslávia           | 2–1       | Alemanha Oriental | Santiago                                |
| 19:15                 | Štimac 30' Šuker 70' | Relatório | Sammer 49'        | Público: 35,000 Árbitro: Richard Lorenc |

### Terceiro lugar
| 25 de Outubro de 1987 | Alemanha Oriental | 1–1 (a.p.) (3-1 g.p.) | Chile        | Estadio Nacional, Santiago              |
| 15:00                 | Kracht 73'        | Relatório             | González 84' | Público: 65,000 Árbitro: Arnaldo Coelho |

### Final
| 25 de Outubro de 1987 | Iugoslávia | 1–1 (a.p.) (5-4 g.p.) | Alemanha Ocidental  | Estadio Nacional, Santiago                   |
| 18:00                 | Boban 85'  | Relatório             | Witeczek 87' (g.p.) | Público: 65,000 Árbitro: Juan Carlos Loustau |

## Premiações

### Campeões
| Campeão do Mundial Sub-20 da FIFA de 1987 IUGOSLÁVIA 1º Título |

### Individuais
| Bota de Ouro    | Bola de Ouro      | Fair Play         |
| --------------- | ----------------- | ----------------- |
| Marcel Witeczek | Robert Prosinečki | Alemanha Oriental |